# 川崎市立南生田中学校
川崎市立南生田中学校（かわさきしりつ みなみいくたちゅうがっこう）は、神奈川県川崎市多摩区南生田三丁目にある公立中学校。

## 概要

### 教育目標
- 「師弟同行」の精神を基にして、よりよい社会を創り上げる豊かな人間の育成を目指す。
  - 個性と能力を磨く
  - 思いやりの心を育む
  - 気力と体力と高める
  - 勤労と奉仕の心を培う

### 沿革
- 1977年（昭和52年） - 近隣の生田中学校の学区の一部を分割し開校。

### 校歌
「生命燃やさむ」
- 作詞:中村泰明
- 作曲:平井康三郎

## アクセス
- 小田急電鉄生田駅より徒歩20分
- 川崎市交通局南生田保育園前バス停より徒歩2分
- 川崎市交通局南生田小学校前バス停より徒歩5分